# Die Geschichte eines Verbrechens
Die Geschichte eines Verbrechens ist ein französischer Kriminalfilm aus dem Jahr 1901 von Ferdinand Zecca. Der Film wurde von Pathé Frères in Frankreich direkt veröffentlicht. In Amerika übernahm die Veröffentlichung die Edison Manufacturing Company. Dort wurde er im Mai des Jahres 1901 veröffentlicht.

## Filminhalt
Der Film beginnt mit einem Einbruch, der mit einem Raubmord endet. Die Polizei kann schließlich den Täter festnehmen. Dieser wartet im Gefängnis auf seine Hinrichtung und blickt noch einmal auf die wichtigsten Stationen seines Lebens zurück. Dann kommt schließlich der Moment, in dem er mittels Guillotine hingerichtet wird.

## Hintergrundinformationen
Ferdinand Zecca erledigte bei der Produktion des Films selbst viele Aufgaben, so ist bekannt, dass er neben seiner Arbeit als Regisseur auch für die Kameraführung und die Filmausstattung verantwortlich war. 
Der Film wird von Filmhistorikern als erster Kriminalfilm der Filmgeschichte angesehen und ist deshalb von besonderer Bedeutung.